# Manitas de Plata
Manitas de Plata, nome d'arte di Ricardo Baliardo (Sète, 7 agosto 1921 – Montpellier, 5 novembre 2014), è stato un chitarrista francese di origini spagnole gitane.

## Biografia
Manitas de Plata nacque a Sète, città francese sul mar Mediterraneo, in una roulotte. Divenne noto come Manitas de Plata, "Manine d'argento" (in italiano sarebbe “mani d'oro”). Si distinse sempre più ogni anno suonando la chitarra durante il pellegrinaggio dei gitani a Saintes-Maries-de-la-Mer. Vivente il maestro Django Reinhardt, non osò mai pensare di superare colui che era considerato il Re della musica gitana; solo dieci anni dopo la morte di Django accettò di esibirsi in pubblico.
A New York, durante un'esposizione di fotografie del suo amico Lucien Clergue, un ammiratore lo riconobbe su una foto e lo convinse a registrare il suo primo album, registrato dentro una chiesa di Arles. Un manager americano lo fece poi suonare alla Carnegie Hall di New York nel dicembre 1965. Il gitano analfabeta, pur non sapendo leggere neanche una nota, conquistò il mondo. Nel marzo 1964, una sera di corrida ad Arles, il celebre Picasso, dopo aver ascoltato Manitas de Plata, ammise con ragione: «Vale più di me».
Fu anche amico di Salvador Dalí. Dal 1967, Manitas de Plata ha continuato a pubblicare dischi circondato dai suoi musicisti e da suo figlio Manero, uno degli ultimi grandi cantanti della Camargue. Ma più importante fu la frequentazione di Manitas de Plata e José Reyes nelle famose feste private a casa di Brigitte Bardot nella Saint-Tropez negli anni sessanta-settanta. Fu poi la stessa Brigitte, negli anni ottanta, a chiedere a Manitas de Plata di ricreare la stessa atmosfera in chiave più moderna. Fu così che Baliardo e José Reyes aprirono la strada ai loro rispettivi figli e nipoti, e nacquero i Gipsy Kings è morto nel 2014 all'età di 93 anni